# Trond Amundsen
Trond Amundsen (30 marzo 1971) è un allenatore di calcio norvegese.

## Carriera

### Allenatore
Lavorò come allenatore nella formazione Under-21 dei brasiliani del Santos, prima di entrare a far parte dello staff tecnico al Kongsvinger. Nel 2007, fu nominato allenatore del Løv-Ham, formazione di Adeccoligaen. Dopo due anni in squadra, firmò un prolungamento per un ulteriore biennio. Nel 2010 fu nominato nuovo tecnico del Kongsvinger, formazione neopromossa nella Tippeligaen. Diede le dimissioni da questo incarico in data 12 aprile 2010, dopo aver raccolto tre punti in cinque incontri. Un mese più tardi, entrò nello staff tecnico del Fredrikstad. Il 10 maggio 2012, l'allenatore della squadra, Tom Freddy Aune, rassegnò le proprie dimissioni dall'incarico. Amundsen fu nominato così suo sostituto, fino al termine della stagione in corso. Non riuscì a salvare la squadra dalla retrocessione, venendo sostituito a fine anno da Lars Bakkerud.